# Tiha Bârgăului
Tiha Bârgăului là một xã thuộc hạt Bistrița-Năsăud, România. Dân số thời điểm năm 2002 là 6295 người.